# USNS Comfort (T-AH-20)
Pour les articles homonymes, voir USS Comfort.
Le USNS Comfort (T-AH-20) est le second navire-hôpital de classe Mercy de la United States Navy. Il appartient à la marine des États-Unis.
Les navires de la classe Mercy, le USNS Mercy et le USNS Comfort, sont les troisièmes navires les plus longs de la flotte de l'US Navy, dépassés seulement par les porte-avions de classe Nimitz et l'USS Enterprise.

## Historique
Lors de son lancement le 1er février 1976, ce navire était à l'origine un pétrolier civil, construit par le chantier naval National Steel and Shipbuilding Co. de San Diego, sous le nom de SS Rose City (MA-301). Il s'agit du premier navire de la classe San Clemente.
Après une conversion qui a duré 35 mois et coûté 208 millions de dollars, il entre en service dans la marine militaire des États-Unis comme navire-hôpital le 1er décembre 1987. Il dépend alors du Military Sealift Command,.

## Mission
En conformité avec les Conventions de Genève de 1949, l’USNS Comfort et son équipage n'ont pas pour mission de combattre. Tirer sur le Comfort est considéré comme un crime de guerre.
La mission de l’USNS Comfort est de pourvoir des services médicaux et chirurgicaux rapides et flexibles aux forces armées des États-Unis ou à des civils lors de missions humanitaires en temps de paix, comme en cas de catastrophe naturelle.

## Déploiements

### OpérationRéponse unifiée

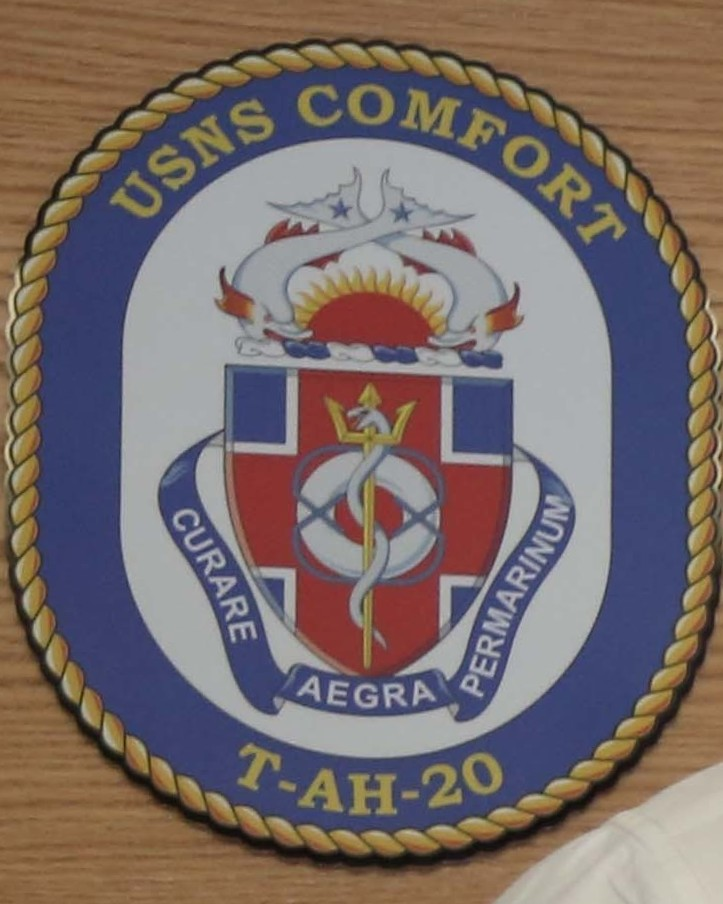
"CURARE AEGRA PERMARINUM" USNS Comfort T-AH-20

Le 13 janvier 2010, l'ordre a été donné au Comfort d'aider aux efforts de secours humanitaires à la suite du tremblement de terre d'Haïti de 2010 dans le cadre de l'opération Réponse unifiée. Trois jours plus tard, le 16 janvier, le Comfort quitta le port de Baltimore à destination d'Haïti. Le navire arriva à destination le 20 janvier 2010 et a commencé à fournir de l'aide médicale,.

### COVID-19
En mars 2020, l'USNS Mercy et l'USNS Comfort, sont déployés respectivement sur la côte ouest et est des États-Unis pour fournir une aide complémentaire aux hôpitaux civils dans le cadre de l'impact de la pandémie de maladie à coronavirus de 2020 aux États-Unis.

## Caractéristiques

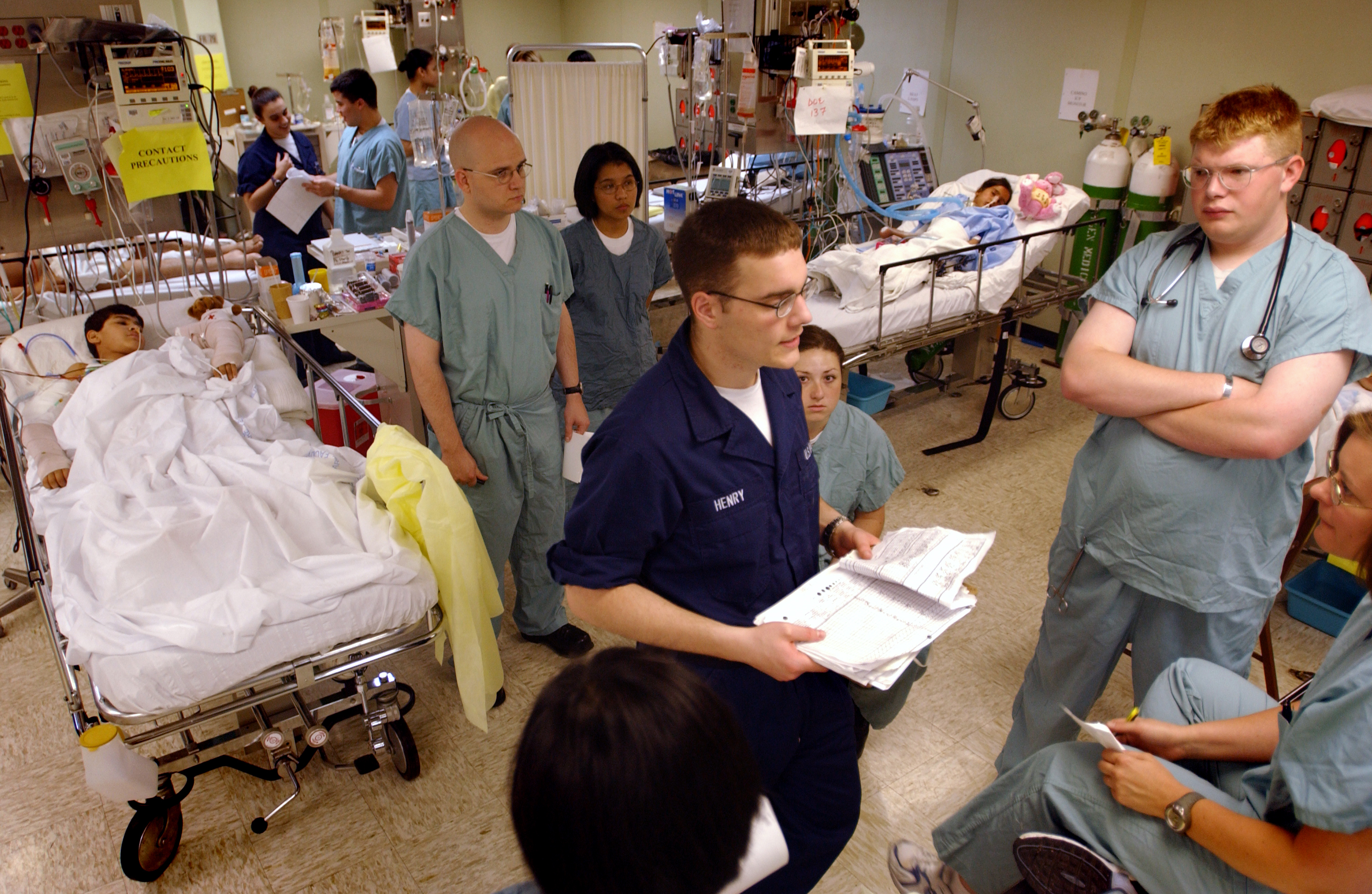
Unité de soins intensifs du Comfort

En accord avec les Conventions de Genève, l'USNS Comfort ne possède aucune arme à son bord.
- Capacité d'accueil :
  - Salles de soins intensifs: 80 lits
  - Salles de récupération: 20 lits
  - Salles de soins intermédiaires: 280 lits
  - Salles de soins légers: 120 lits
  - Salles de soins limités: 500 lits
  - Capacité totale de patients: 1 000 lits
  - Salles d’opérations: 12
- Départements et installations :
  - Accueil des victimes
  - Unité de soins intensifs
  - Services de radiologie
  - Laboratoire principal et laboratoire satellite
  - Pharmacie
  - Kinésithérapie et soins aux brûlés
  - Services dentaires
  - Optométrie
  - Morgue
  - Blanchisserie
  - Usines produisant de l'oxygène (deux)
  - Photographie médicale
  - Quatre usines de distillation afin de rendre l'eau potable à partir d'eau de mer (300 000 gallons / 1 135 m3 par jour)
  - Le pont d’envol peut accueillir les plus grands hélicoptères militaires au monde (CH-53D, CH-53E, MH-53E, Mi-17)